# Gilia tricolor
Gilia tricolor u ojos de pájaro es una planta anual nativa del Valle Central de California y colinas de  Sierra Nevada y cadenas costeras de  California.

## Subespecies
- Gilia tricolor ssp. diffusa (Congd.) Mason & A. Grant
- Gilia tricolor ssp. tricolor Benth.